# Język darasa
Język darasa (a. derasa, darassa), także gedeo (a. geddeo) – język afroazjatycki ze wschodniej gałęzi języków kuszyckich, ok. 1 mln mówiących, używany w Etiopii. Jest najbliżej spokrewniony z językiem sidamo (zbieżność leksykalna wynosi 60%).
Nazwa darasa ma charakter pejoratywny.